# Pieter Hoytema van Konijnenburg

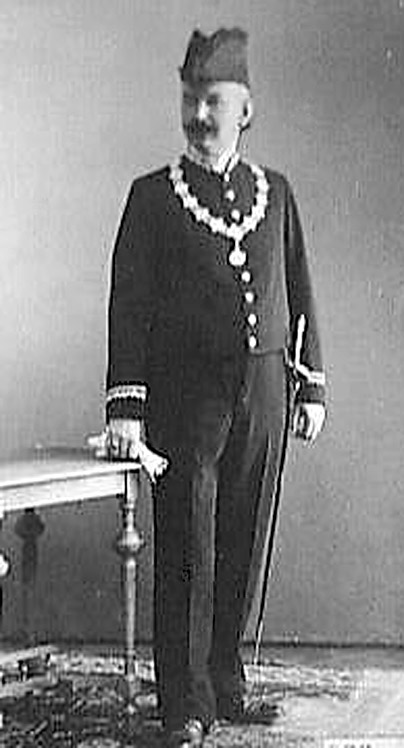
Pieter Hoytema van Konijnenburg in burgemeestersuniform

Pieter Hoytema van Konijnenburg (Groningen, 8 december 1868 – Naarden, 2 oktober 1921) was burgemeester van Bergambacht (1895–1907), Enkhuizen (1907–1915) en Naarden (1915–1921).
Pieter Hoytema van Konijnenburg, lid van de familie Van Konijnenburg, werd geboren als zoon van Jacobus van Konijnenburg (1837–1909) en Ætske Pieters Hoytema (1842–1900). Zijn vader was koopman en graanhandelaar in Groningen. Zijn grootvader Jan van Konijnenburg was directeur van de Maatschappij van Weldadigheid in Frederiksoord. Pieter Hoytema van Konijnenburg trouwde op 15 mei 1901 in Nijmegen met Maria Louise Frijlinck (1872–1950), dochter van Carel Paulus Frijlinck en Paulina de Jongh; burgemeester mr. Carel Paulus Hoytema van Konijnenburg was een zoon van hen.